# Coorte
La coorte era un'unità militare dell'esercito romano, composta da 480 soldati. Dieci coorti costituivano una legione romana.

## Origine del termine
La parola deriva dal latino cohors (corte), spazio chiuso, specialmente per animali (collegato a hortus), "recinto", passato poi al significato di "schiera", "guardia del corpo", ma anche "signoria" e "fattoria".

## Storia
Con la riforma di Mario, l'esercito romano venne ordinato per coorti (dal latino cohors, cohortis) abbandonando la tradizionale formazione del manipolo che era stata adottata nel corso delle guerre sannitiche.
In realtà la coorte fu ideata da Scipione l'Africano durante la campagna in terra iberica. In tale occasione, dopo aver studiato attentamente le caratteristiche dell'ambiente e le tattiche di guerra dell'avversario, ideò questa nuova suddivisione operativa dell'esercito che garantiva allo stesso tempo flessibilità e resistenza durante le battaglie campali. Successivamente Mario la introdusse ufficialmente in tutto l'esercito di Roma.

### La riforma mariana
La riforma mariana determinò l'abolizione del vecchio sistema di reclutamento per censo e l'arruolamento di tutti i volontari in possesso della cittadinanza romana e di adatte qualità fisiche, anche appartenenti alle popolazioni italiche.
L'esercito romano divenne "di mestiere" e i soldati, che dall'esercito traevano quotidiano sostentamento, una "pensione" sotto forma di assegnazione di terra nelle colonie e, più avanti, anche la cittadinanza romana, furono sempre più legati e devoti ai loro comandanti che, se vittoriosi, determinavano la sorte economica delle truppe. I terribili risultati si videro subito con le guerre civili e, più tardi, con gli imperatori eletti dalle truppe durante le crisi dinastiche e l'anarchia militare.

## Composizione della coorte
Mentre il manipolo era una suddivisione tattica che permetteva una maggiore agilità su terreni irti e diseguali, quali appunto le colline del Sannio, la coorte aggiungeva potenza e compattezza, più adatte alle battaglie campali che venivano sempre più spesso affrontate dall'esercito romano.
Dal punto di vista tecnico, il punto principale della riforma fu la creazione di un'unità tattica più numerosa e serrata del manipolo, formata da 480 uomini (quindi dall'unione di 3 manipoli), formata da legionari provenienti dalle vecchie unità di hastati, principes e triari.
La legione romana venne quindi divisa in 10 coorti, numerate da I a X per cui gli effettivi salirono a circa 6000 legionari (detti anche coortalii). In seguito il numero di soldati della legione scese a circa 5000 uomini. La prima coorte di ogni legione fu costituita da un numero doppio di soldati (800) e per questo la coorte fu chiamata cohors milliaria mentre le altre coorti venivano chiamate quingenariae.
Gli effettivi della legione coortale furono così costituiti solo da fanteria pesante. I velites furono aboliti e le truppe leggere furono sostituite dagli auxilia (ausiliari), soldati reclutati nelle province romane conquistate mentre i confederati italici fornivano la cavalleria.

## Schieramento sul campo di battaglia
Lo schieramento delle coorti era su tre linee, simile a quello del manipolo, in modo da formare una scacchiera cosicché i legionari della seconda e terza fila potessero avanzare e entrare nel combattimento della prima linea se necessario.

## Lista delle coorti dell'impero romano
- Cohors
- Cohors alaria
- Cohors classica
- Cohors equitata, quingenaria o milliaria
- Cohors Germanorum
- Cohors palatina
- Cohors peditata, quingenaria o milliaria
- Cohors praetoria
- Cohors speculatorum
- Cohors togata
- Cohors torquata
- Cohors tumultuaria
- Cohors urbana
- Cohors vigilum

## L'inno di Mameli
Nell'inno nazionale italiano scritto da Goffredo Mameli la parola "coorte" compare un'unica volta nel capoverso del ritornello "Stringiamci a coorte".

## Italia fascista
In Italia, il fascismo, tra i molti riferimenti simbolici tributati alla Roma antica, utilizzò termini in uso nell'esercito romano per la suddivisione delle proprie unità militari e paramilitari. Tra questi la coorte, che era una unità militare della Milizia Volontaria per la Sicurezza Nazionale corrispondente al battaglione del Regio Esercito; al comando della coorte vi era il seniore o il primo seniore, che corrispondevano al maggiore ed al tenente colonnello del Regio Esercito.

## Città del Vaticano
Nella Città del Vaticano, in cui la lingua latina è lingua ufficiale, la Guardia svizzera pontificia è chiamata Pontificia Cohors Helvetica o Cohors Pedestris Helvetiorum a Sacra Custodia Pontificis.